# Benabarre
Benabarre (Benavarri in catalano) è un comune spagnolo di 1 167 abitanti situato nella comunità autonoma dell'Aragona.
Storicamente Benabarre era il capoluogo della Contea di Ribagorza, la quale aveva all'epoca una maggiore estensione territoriale di oggi e che includeva la comarca dell'Alta Ribagorça, successivamente entrata a far parte della provincia di Lleida, Catalogna.
Durante la guerra d'indipendenza spagnola (1808–1814), le truppe napoleoniche per rappresaglia decisero di proclamare Graus capoluogo temporaneo della contea. Da allora quest'ultima si incrementò notevolmente, divenendo la città più popolosa e importante di Ribagorza. Graus rimase pertanto, ed è tuttora, la sede amministrativa della comarca, anche se Benabarre continua ad essere un centro storico e culturale non trascurabile.
Il paese fa parte di una subregione denominata Frangia d'Aragona. Lingua d'uso, è, da sempre, il ribagorzano (ribagorzà), une delle varietà del catalano occidentale con chiare influenze sia del castigliano che dell'aragonese, idioma quest'ultimo un tempo diffuso in zona e che oggi appare in franco regresso.